# Ѭ
Cette page contient des caractères spéciaux ou non latins. S’ils s’affichent mal (▯, ?, etc.), consultez la page d’aide Unicode.
Ѭ (minuscule : ѭ), appelé grand yousse yodisé, est une lettre de l'alphabet cyrillique. Elle est utilisée en slavon. Son nom est grand yousse ligaturé. On la prononce [jɔ̃], comme dans avion en français. Mais son phonème a changé vers le Xe siècle (devenu un [ju], prononcé comme dans Sioux en français). Dans l'alphabet cyrillique moderne, c'est la lettre yu ‹ Ю ›.

## Utilisation
Le grand yousse yodisé a été utilisé en bulgare jusqu’au XIXe siècle, dans certaines polices de caractères il a notamment un point sur le yod en minuscule.

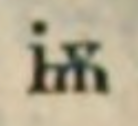
Grand yousse yodisé minuscule avec un point dans la revue Българскы Книжици de janvier 1860.

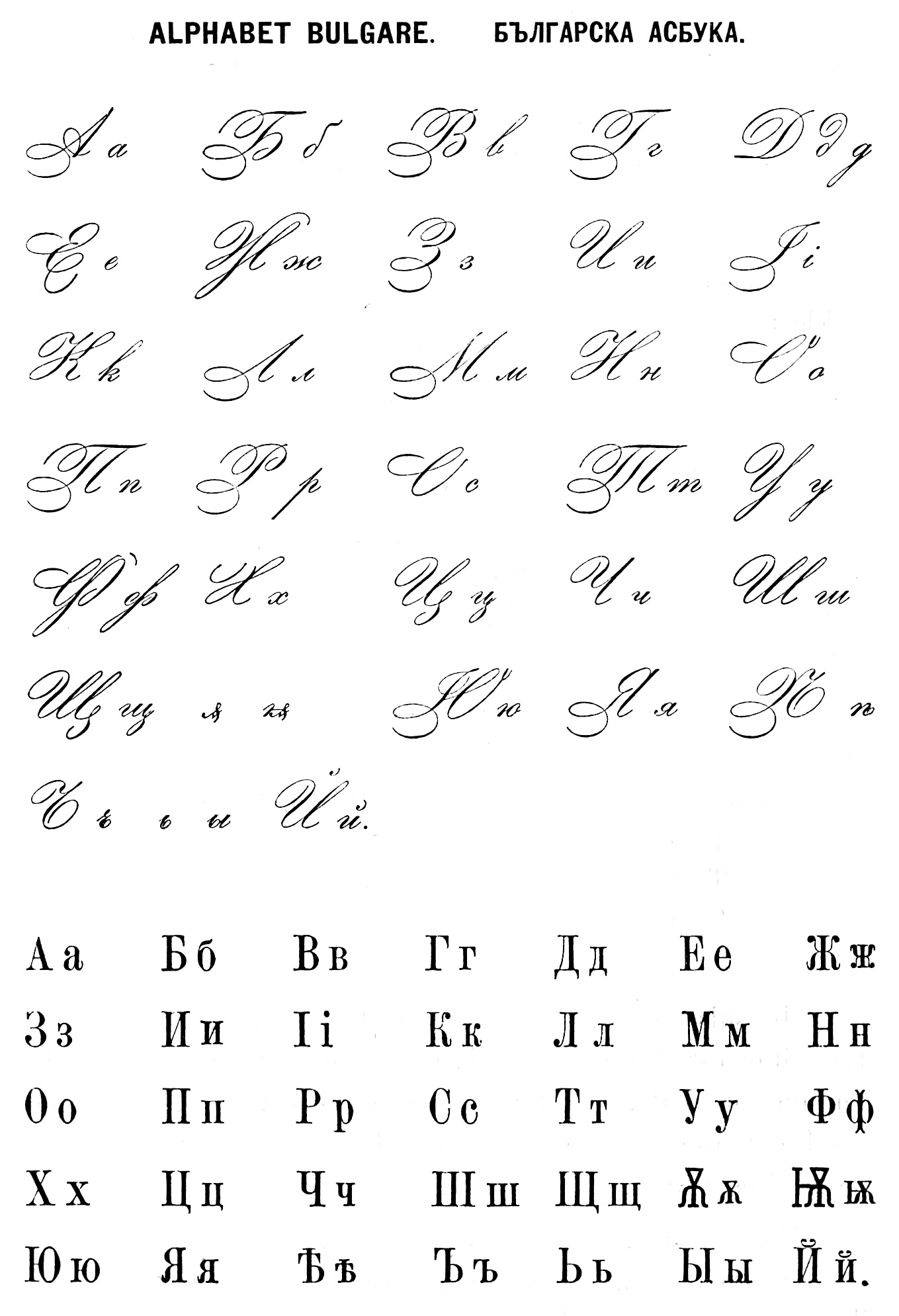
Alphabet bulgare en 1879, en polices d’écriture cursive et à empattements.

## Représentations informatiques
Le grand yousse yodisé peut être représenté avec les caractères Unicode suivants :
| formes    | représentations | chaînes de caractères | points de code | descriptions                                    |
| --------- | --------------- | --------------------- | -------------- | ----------------------------------------------- |
| capitale  | Ѭ               | Ѭ                     | U+046C         | lettre majuscule cyrillique grand yousse yodisé |
| minuscule | ѭ               | ѭ                     | U+046D         | lettre minuscule cyrillique grand yousse yodisé |